# Guillaume le Clerc de Picardie
Guillaume le Clerk ist der Hilfsname des unbekannten Autors des im ersten Drittel des 13. Jahrhunderts entstandenen Artusromans Roman de Fergus, einer Parodie der Schriften von Chrétien de Troyes, insbesondere des Perceval oder Li Contes del Graal. 
Da die zwei erhaltenen Handschriften mit dem Roman de Fergus aus dem nordöstlichen Frankreich stammen, könnten sie auch dort geschrieben worden sein. Andererseits ist auch eine Entstehung in England denkbar, möglicherweise im Auftrag von Alan of Galloway anlässlich seiner Hochzeit im Jahr 1209, denn Alan war ein Nachkomme von Fergus of Galloway, der in der Mitte des 12. Jahrhunderts König von Galloway war. Im englischen Sprachraum erhielt der unbekannte Autor daher den Hilfsnamen William the Clerk.
Beate Schmolke-Hasselmann verwarf diese Ansicht und schlug vor, dass der Roman im Auftrag von Dervorguilla, Erbin von Galloway, und deren Ehemann, John de Balliol entstand, um den Anspruch ihres Sohnes Hugh auf den schottischen Thron zu unterstützen, mit Bezug auf dessen Vorfahren Fergus Mor mac Eirc. Dann wäre der Roman de Fergus nach ihrer Eheschließung entstanden, die um 1223 stattfand, und vor Johns Tod im Jahr 1268, höchstwahrscheinlich zwischen 1237 und 1241.
D. D. R. Owen ging davon aus, dass der Autor mit wichtigen Persönlichkeiten und Ereignissen aus der Regierungszeit von Wilhelm dem Löwen in Schottland bestens vertraut war, und vermutete, dass es sich bei William the Clerk mit hoher Wahrscheinlichkeit um William Malveisin handelt, der in den 1180er Jahren nach Schottland kam und dort als königlicher Angestellter diente. In diesem Szenario wurde der „Roman“ nach 1200 verfasst.
Schließlich könnte es sich bei William möglicherweise auch um William del Bois handeln, der 1193 Angestellter der königlichen Kapelle und von 1210 bis 1226 Kanzler war.